# Níkos Christodúlídés
Níkos Christodúlídés (řecky Νίκος Χριστοδουλίδης; * 6. prosince 1973 Geroskipu) je kyperský politik, bývalý diplomat a akademik, od února 2023 osmý prezident Kypru. V letech 2018 až 2022 působil jako ministr zahraničních věcí. Mezi roky 2014 až 2018 byl tiskovým mluvčím vlády za prezidentství Nikose Anastasiadise.
Christodúlídés zahájil svou diplomatickou kariéru v roce 1999 a v letech 2007 až 2010 působil také jako lektor a výzkumný pracovník na Kyperské univerzitě. Poté působil ve druhé vládě prezidenta Anastasiadise, dokud v lednu 2022 neodstoupil, aby mohl v roce 2023 kandidovat v kyperských prezidentských volbách. Ve druhém kole porazil Andrease Maurogiánnése a úřadu se ujal 28. února 2023, čímž se stal prvním vůdcem ostrova, který se narodil na nezávislém Kypru.

## Mládí a vzdělání
Christodúlídés se narodil v roce 1973 v Pafosu v rodině kyperských Řeků. V roce 1991 absolvoval střední školu v Pafosu a v roce 1993 absolvoval povinnou dvouletou vojenskou službu.
Navštěvoval Queens College v rámci City University of New York, kde studoval politologii, ekonomii, byzantská a moderní řecká studia. Postgraduálně studoval politologii na Newyorské univerzitě a diplomacii na Maltské univerzitě. V roce 2003 získal doktorát na Národní Kapadistriasově univerzitě v Athénách.

## Politická kariéra

### Ministr zahraničních věcí
Po znovuzvolení prezidenta Nikose Anastasiadise 1. března 2018 byl Christodúlídés jmenován ministrem zahraničních věcí. Během setkání s předsedou vlády Řecka Alexisem Tsiprasem, které se konalo 6. března, prohlásil, že „Nikósie se nenechá vyprovokovat aktivitami Turecka ve výlučné ekonomické zóny Kypru“. Mimo jiné také uvedl, že „cílem číslo jedna je znovusjednocení země“.
V květnu 2018 oficiálně požádal OSN, aby se připravila na urychlené obnovení procesu o sjednocení. Po setkání s řeckým ministrem zahraničí Níkosem Kotziásem, jež se konalo 7. května, pochválil generálního tajemníka OSN Antónia Guterrese za vyslání zvláštního zástupce, který má za úkol sledovat atmosféru pro obnovení rozhovorů.
V červnu 2018 navštívil Izrael a setkal se s předsedou vlády Benjaminem Netanjahuem a prezidentem Re'uvenem Rivlinem. Jednali o regionálním rozvoji a posílení dvoustranných vztahů v oblasti energetiky a mimořádných událostí. Jednali rovněž o tureckých aktivitách ve výlučné ekonomické zóně a strategické spolupráci na plánovaném plynovodu EastMed.
Dne 17. července 2018 se v Bruselu setkal s vysokou představitelkou Unie pro zahraniční věci a bezpečnostní politiku Federicou Mogherini. Jednali o možné úloze EU při obnovení pozastavených mírových rozhovorů s Tureckem. Christodúlídés během své návštěvy prohlásil, že Kypr si „nemůže dovolit neúspěch nových rozhovorů“ a že „Turecko musí dodržovat evropské normy a mezinárodní právo“.
Dne 15. července 2020 se vyjádřil k arménsko-ázerbájdžánským střetům z roku 2020, odsoudil „porušení příměří ze strany Ázerbájdžánu“ a vyzval ke „zdrženlivosti stran s cílem deeskalace napětí v regionu“.
V roce 2018 mu Pravoslavný patriarchát jeruzalémský udělil Řád pravoslavných bojovníků Svatého hrobu a v roce 2021 ho prezident Srbska Aleksandar Vučić vyznamenal Řádem srbské vlajky.

### Prezident
O možné kandidatuře Christodúlídése na funkci prezidenta Kypru se spekulovalo několik měsíců před prezidentskými volbami v roce 2023. Svůj zájem kandidovat oznámil na tiskové konferenci, která se konala 9. ledna 2022. Následujícího dne rezignoval na funkci ministra zahraničních věcí a 11. ledna jej nahradil politický veterán Ióánnés Kasúlídés.
V červnu 2022 oficiálně oznámil svou kandidaturu jako nezávislý kandidát, přestože byl členem strany Demokratické shromáždění, která jako svého prezidentského kandidáta postavila Aberófa Neofytúa. Dne 5. ledna 2023, po oficiálním podání kandidatury, byl formálně vyloučen ze strany.
Christodúlídés získal podporu menších stran, včetně Demokratické strany, Hnutí za sociální demokracii a Demokratického seskupení, a zároveň se mu podařilo získat velkou část příznivců Demokratického shromáždění. V prvním kole prezidentských voleb zvítězil se ziskem 32,04 % hlasů a následně ho podpořil prezident Anastasiadis. Ve druhém rozhodujícím kole zvítězil s 51,97 % hlasů nad Andreasem Maurogiánnésem.
Christodúlídés složil přísahu 28. února 2023. Prohlásil, že jeho hlavním cílem je nalezení řešení kyperského sporu.

## Vyznamenání
- Řád pravoslavných bojovníků Svatého hrobu (2018)[10]
- Velkokříž Řádu za zásluhy Polské republiky (2021)[18]
- Řád srbské vlajky – I. třída (2022)[19][20]
- Velkokříž Řádu Spasitele (2023)[21]